# 沙马朗德
沙马朗德（法語：Chamarande，法語發音：[ʃamaʁɑ̃d] ⓘ）是法国法蘭西島大區埃松省的一个市镇，位于该省中部，属于埃唐普区。

## 地理
沙马朗德（48°30'56"N, 2°12'59"E）面积5.74 平方千米，位于法国法蘭西島大區埃松省，该省份为法国北部内陆省份，北起上塞纳省和马恩河谷省，西接厄尔-卢瓦省和伊夫林省，南至卢瓦雷省，东临塞纳-马恩省。
与沙马朗德接壤的市镇（或旧市镇、城区）包括：托尔富、欧韦尔圣乔治、布瓦西苏圣永、埃特雷希、瑞讷河畔让维尔、拉尔迪、莫尚。

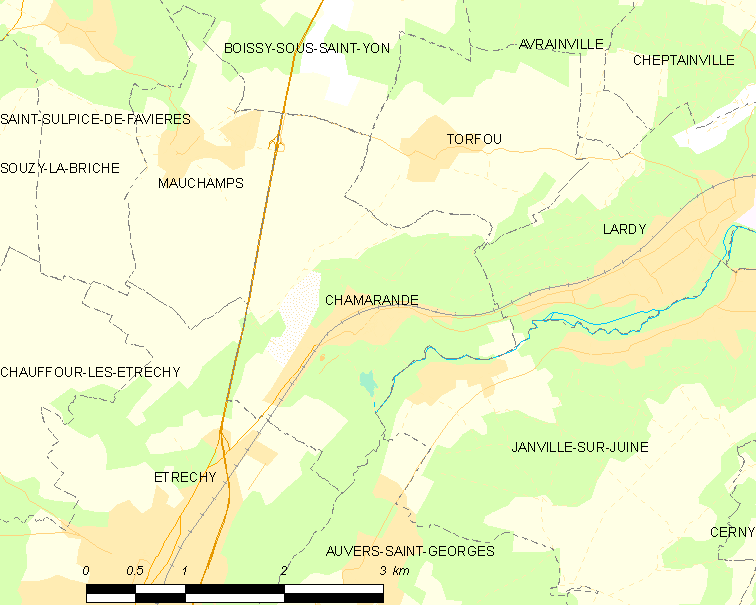
沙马朗德的OSM定位图

沙马朗德的时区为UTC+01:00、UTC+02:00（夏令时）。

## 行政
沙马朗德的邮政编码为91730，INSEE市镇编码为91132。

## 政治
沙马朗德所属的省级选区为杜尔当县。

## 人口

1962-2008年间沙马朗德人口变化图示

沙马朗德于2022年1月1日时的人口数量为1104人。